# أوتاكا ناغاتا
أوتاكا ناغاتا (باليابانية: 永田 忍) (مواليد 29 يناير 1976)، هو لاعب كرة قدم سابق كان يلعب كحارس مرمى.

## وصلات خارجية
- أوتاكا ناغاتا على موقع عالم كرة القدم.نت (الإنجليزية)